# Núi Sion
Núi Sion hay Zion (tiếng Hebrew: הר ציון, Har Tsiyyon) là một thuật từ thay đổi nghĩa tùy theo giai đoạn. Ban đầu tên gọi này dùng để chỉ Đồi Hạ Đông (Thành phố của David), sau đó dùng để chỉ Đồi Thượng Đông (Núi Đền), và cuối cùng dùng để chỉ Đồi Tây.